# Sandra Ceccarelli
Sandra Ceccarelli (Milano, 3 luglio 1967) è un'attrice italiana.

## Biografia
Nata e cresciuta a Milano, figlia del musicista modenese Franco Ceccarelli, membro degli Equipe 84, e della scrittrice milanese Sandra von Glasersfeld, figlia a sua volta del filosofo tedesco Ernst von Glasersfeld, debutta a sedici anni nel film di Giuseppe Bertolucci Segreti segreti del 1985, dove interpreta la figlia di Stefania Sandrelli. Poi frequenta l'Accademia di Belle Arti e lavora per qualche tempo come illustratrice, nella pubblicità e nella moda.
Dopo tanti anni si avvicina alla recitazione, e nel 1998 è ritornata a recitare con il film Tre storie, un piccolo film per la regia di Piergiorgio Gay e Roberto San Pietro, dove interpreta tre tipologie di donne diverse, rivelandosi attrice di grande intensità e temperamento. Nel 2001, viene scelta da Ermanno Olmi per Il mestiere delle armi. Nello stesso anno, lavora con Cristina Comencini nel Il più bel giorno della mia vita, film di grande successo, per il quale vince, assieme alle altre attrici principali del film, il Nastro d'argento alla migliore attrice non protagonista.
La consacrazione e i riconoscimenti più importanti le giungono dal film di Giuseppe Piccioni Luce dei miei occhi (2001), per il quale vince la Coppa Volpi alla 58ª Mostra internazionale d'arte cinematografica di Venezia e viene nominata al David di Donatello e al Globo d'oro. Ancora con Piccioni ne La vita che vorrei (2004), altro film di grande successo di pubblico e critica, per il quale viene nominata al David di Donatello e all'European Film Award come migliore attrice protagonista. Nel 2003 lo stesso regista le aveva dedicato il documentario Sandra, ritratto confidenziale.
Nel 2006 gira a Ragusa, in Dalmazia, a Firenze e Venezia, Libertas, con il regista croato-montenegrino Veljko Bulajić, sulla vita del commediografo raguseo Marin Držić - Marino Darsa. Sempre nel 2006, gira Klimt e la fiction Il destino di un principe. È nel cast del film Il resto della notte (2008) di Francesco Munzi. Nel 2009 è protagonista de Il richiamo di Stefano Pasetto, nel quale si distingue per una forte scena di sesso tra lei e Francesca Inaudi. Negli anni successivi, tranne per qualche piccolo ruolo al cinema ne La variabile umana di Bruno Oliviero e L'intrepido di Gianni Amelio, si dedica a miniserie televisive: L'ultimo papa re, Romeo e Giulietta, Il bosco e Pezzi unici. Nel 2016 è protagonista del cortometraggio Helena di Nicola Sorcinelli, dove interpreta una redenta SS dell'esercito del Führer.

## Filmografia

### Cinema
- Segreti segreti, regia di Giuseppe Bertolucci (1985)
- Tre storie, regia di Piergiorgio Gay (1998)
- Il denaro (1999)
- Tandem, regia di Lucio Pellegrini (2000)
- Guarda il cielo (Stella, Sonia, Silvia), regia di Piergiorgio Gay (2000)
- Il mestiere delle armi, regia di Ermanno Olmi (2001)
- Luce dei miei occhi, regia di Giuseppe Piccioni (2001)
- Il più bel giorno della mia vita, regia di Cristina Comencini (2002)
- La forza del passato, regia di Piergiorgio Gay (2002)
- La vita che vorrei, regia di Giuseppe Piccioni (2004)
- Tu la conosci Claudia?, regia di Massimo Venier (2004)
- Klimt, regia di Raúl Ruiz (2006)
- Family Game, regia di Alfredo Arciero (2006)
- Libertas, regia di Veljko Bulajić (2006)
- Piano, solo, regia di Riccardo Milani (2007)
- I demoni di San Pietroburgo, regia di Giuliano Montaldo (2007)
- Il resto della notte, regia di Francesco Munzi (2008)
- Il richiamo, regia di Stefano Pasetto (2009)
- La variabile umana, regia di Bruno Oliviero (2013)
- L'intrepido, regia di Gianni Amelio (2013)
- Storie sospese, regia di Stefano Chiantini (2015)
- Gli sdraiati, regia di Francesca Archibugi (2017)
- Red Land (Rosso Istria), regia di Maximiliano Hernando Bruno (2018)
- Gli anni amari, regia di Andrea Adriatico (2020)
- Il giudizio, regia di Gianluca Mattei e Mario Sanzullo (2021)
- L'ombra del giorno, regia di Giuseppe Piccioni (2022)
- Ipersonnia, regia di Alberto Mascia (2022)
- Perfetta illusione, regia di Pappi Corsicato (2022)
- Il ritorno, regia di Stefano Chiantini (2022)
- Billy, regia di Emilia Mazzacurati (2023)
- Nina dei lupi, regia di Antonio Pisu (2023)
- Una sconosciuta, regia di Fabrizio Guarducci (2023)
- Cento domeniche, regia di Antonio Albanese (2023)

### Televisione
- Il destino di un principe (Kronprinz Rudolf/Kronprinz Rudolfs letzte Liebe), regia di Robert Dornhelm – film TV (2006)
- Donne assassine – serie TV (2008)
- L'ultimo papa re, regia di Luca Manfredi – miniserie TV (2013)
- Romeo e Giulietta, regia di Riccardo Donna – miniserie TV (2014)
- Il bosco – serie TV (2015)
- Romanzo siciliano, regia di Lucio Pellegrini – miniserie TV (2016)
- Scomparsa – serie TV (2017)
- Nero a metà – serie TV (2018)
- Non uccidere – serie TV, episodio 2x18 (2018)
- Pezzi unici – serie TV (2019)
- La guerra è finita, regia di Michele Soavi – miniserie TV (2020)
- Blanca – serie TV, episodi 1x02-1x05-2x04-2x05 (2021-in corso)
- Non mi lasciare – serie TV (2022)
- I leoni di Sicilia – serie TV, episodi 3-4 (2023)
- Margherita delle stelle, regia di Giulio Base – film TV (2024)
- Inganno, regia di Pappi Corsicato – miniserie TV, episodi 2-6 (2024)
- Mike, regia di Giuseppe Bonito – miniserie TV (2024)

### Cortometraggi
- Helena, regia di Nicola Sorcinelli (2015)
- Cordelia (The K. Sisterhood) (2017)
- A Pelo d'Acqua, regia di Rafael Farina Issas (2018)

## Riconoscimenti
| David di Donatello | David di Donatello  | David di Donatello            | David di Donatello |
| Anno               | Titolo              | Categoria                     | Risultato          |
| ------------------ | ------------------- | ----------------------------- | ------------------ |
| 2002               | Luce dei miei occhi | Migliore attrice protagonista | Candidato/a        |
| 2005               | La vita che vorrei  | Migliore attrice protagonista | Candidato/a        |

| Nastri d'argento | Nastri d'argento                 | Nastri d'argento                  | Nastri d'argento |
| Anno             | Titolo                           | Categoria                         | Risultato        |
| ---------------- | -------------------------------- | --------------------------------- | ---------------- |
| 2002             | Il più bel giorno della mia vita | Migliore attrice non protagonista | Vincitore/trice  |

| Globo d'oro | Globo d'oro         | Globo d'oro      | Globo d'oro |
| Anno        | Titolo              | Categoria        | Risultato   |
| ----------- | ------------------- | ---------------- | ----------- |
| 2002        | Luce dei miei occhi | Migliore attrice | Candidato/a |

| Grolla d'oro | Grolla d'oro        | Grolla d'oro     | Grolla d'oro    |
| Anno         | Titolo              | Categoria        | Risultato       |
| ------------ | ------------------- | ---------------- | --------------- |
| 2001         | Luce dei miei occhi | Migliore attrice | Vincitore/trice |

| European Film Awards | European Film Awards | European Film Awards | European Film Awards |
| Anno                 | Titolo               | Categoria            | Risultato            |
| -------------------- | -------------------- | -------------------- | -------------------- |
| 2005                 | La vita che vorrei   | Migliore attrice     | Candidato/a          |

| Mostra del Cinema di Venezia | Mostra del Cinema di Venezia | Mostra del Cinema di Venezia                          | Mostra del Cinema di Venezia |
| Anno                         | Titolo                       | Categoria                                             | Risultato                    |
| ---------------------------- | ---------------------------- | ----------------------------------------------------- | ---------------------------- |
| 2001                         | Luce dei miei occhi          | Coppa Volpi per la migliore interpretazione femminile | Vincitore/trice              |
| 2001                         | Luce dei miei occhi          | Premio Pasinetti                                      | Vincitore/trice              |

## Curiosità
- Ha partecipato al videoclip Prova, canzone dei Casino Royale.
- Ha partecipato ai videoclip Se ne dicon di parole e Il cuore è uno zingaro, canzoni di Giuliano Palma & the Bluebeaters.
- Ha partecipato insieme ad Alessandro Haber al cortometraggio di Greenpeace, dal titolo Uno al giorno, diretto da Mimmo Calopresti e riguardante le centrali a carbone Enel.